# パセリ色のメッセージ
『パセリ色のメッセージ』（パセリいろのメッセージ）は、長浜幸子による日本の漫画作品。
『なかよし』（講談社）にて連載された。

## 書誌情報
- パセリ色のメッセージ、初版発行日 1977年4月5日
  - キスはおまかせ／緑にそまったバス通り／ネコフンジャッタ／夏みかんちゃん気をつけて